# Vojtěch Paur
Vojtěch Paur (18. srpna 1903 Praha-Vinohrady – 1962) byl majitel pohřebního ústavu v Praze-Libni, švagr odbojáře Václava Smrže a podporovatel výsadku Anthropoid. Významně se podílel na likvidaci padáků a kombinéz parašutistů Jozefa Gabčíka a Jana Kubiše.

## Život
Vojtěch Paur se narodil 18. srpna 1903 na Královských Vinohradech do rodiny Vojtěcha Paura a Jindřišky Paurové, rozené Šebkové. Měl starší sestru Marii Smržovou, rozenou Paurovou (nar. 27. srpna 1901 Praha-Vinohrady), která se 1. října 1921 provdala za Václava Smrže. Vojtěch Paur byl ženatý a s manželkou Annou (nar. 17. ledna 1901) měl syna.
Vojtěch Paur se živil výrobou pohřebních potřeb. Svou živnost přeložil po přestěhování z Vysočan v roce 1927 do Libně na adresu Primátorská 128/200, kde později začal provozovat i pohřební ústav. Rodinný podnik, ve kterém pracovala i jeho manželka, syn, matka i sestra, se nacházel v sousedství restaurace Františka Jarolímka. 

### Podpora Anthropoidu
Rodina jeho švagra Václava Smrže patřila k významným podporovatelům parašutistů Jozefa Gabčíka a Jana Kubiše, kteří v noci z 28. na 29. prosinec seskočili u obce Nehvizdy. Sestra Václava Smrže Emanuela Khodlová spolu se svým manželem Václavem Khodlem ubytovávali Gabčíka a Kubiše ve své vile Emka ve Svépravicích (dnes Praha-Horní Počernice, Khodlova 1086/21) a také ve svém vysočanském bytě ve Valdecké ulici (dnes Kolbenově) 659/16. Khodlovi a Smržovi poskytovali parašutistům nejen ubytování a stravu, ale všestranně jim pomáhali. Jaroslav Smrž, bratr Emanuely Khodlové a Václava Smrže, pomohl například s přesunem operačního materiálu z Nehvizd do vily Emka a zapůjčil kolo Janu Kubišovi, na kterém po útoku na Reinharda Heydricha unikl z místa činu. K celé rodině měli parašutisté Gabčík a Kubiš vřelý vztah, což dokládá i to, že Emanuelu Khodlovou nazývali mámou.
Po útoku na Reinharda Heydricha dne 27. května 1942 vrcholilo napětí mezi podporovateli parašutistů. Rodina Khodlových a Smržových se rozhodla zbavit padáků, které byly do té doby uschovány ve vile ve Svépravicích. Jaroslav Smrž odjel se svým švagrem do Svépravic s pohřebním vozem Vojtěcha Paura, naložili je do dětské rakvičky a odvezli na Prosek. Kombinézy z vily odstranil Václav Khodl mladší se svým kamarádem Hofmanem tak, že si je na sebe oblékli pod šaty. U Hofmanů vyzvedl kombinézy Václav Smrž. Odvezl je pohřebním vozem Vojtěcha Paura a přidal je do rakvičky k padákům. Poté Vojtěch Paur opatřil falešný úmrtní list a odvezl rakvičku na Ďáblický hřbitov, kde byl již dopředu ohlášen pohřeb dítěte popravených rodičů. Rakvička s věcmi byla uložena v dětské sekci hřbitova v hrobě č. 135/8/IV během zinscenovaného pohřbu.
Němci prováděli krátce po atentátu rozsáhlé pátrací akce po celé Praze, systematicky prohledávali byty a bylo jen otázkou času, kdy parašutisty objeví.  Provizorním úkrytem se stal pravoslavný kostel sv. Cyrila a Metoděje, kde se postupně sešlo sedm parašutistů z několika různých výsadků, včetně Jozefa Gabčíka a Jana Kubiše. Jedním z plánů bylo, že parašutisté budou z Prahy vyvezeni v rakvích pohřebním vozem Vojtěcha Paura. K tomu ale nakonec nestačilo dojít, protože v důsledku zrady Karla Čurdy byl úkryt vyzrazen a parašutisté v boji v kostele zemřeli. Gestapo také postupně rozkrývalo síť podporovatelů a pomocníků parašutistů. Členové rodin Khodlových a Smržových byli zatčeni a popraveni 24. října 1942 v koncentračním táboře Mauthausen. Václav Smrž a rodina Vojtěcha Paura zůstali nevyzrazeni a válku přežili.

### Po válce
Materiály zůstaly v dětském hrobě až do konce války. V květnu 1945 byl obsah rakvičky vyzvednut a dán do archivu MNO. Dnes jsou padáky součástí sbírek VHÚ a expozice Armádního muzea Žižkov. Pohřební služba Vojtěcha Paura byla na žádost komunálního podniku Pohřební služby hl. m. Prahy postupně do roku 1953 likvidována. Vojtěch Paur poté pracoval jako pomocný dělník, zemřel v roce 1962. Dům, kde pohřební ústav sídlil, byl v roce 1988 zbourán.

## Galerie

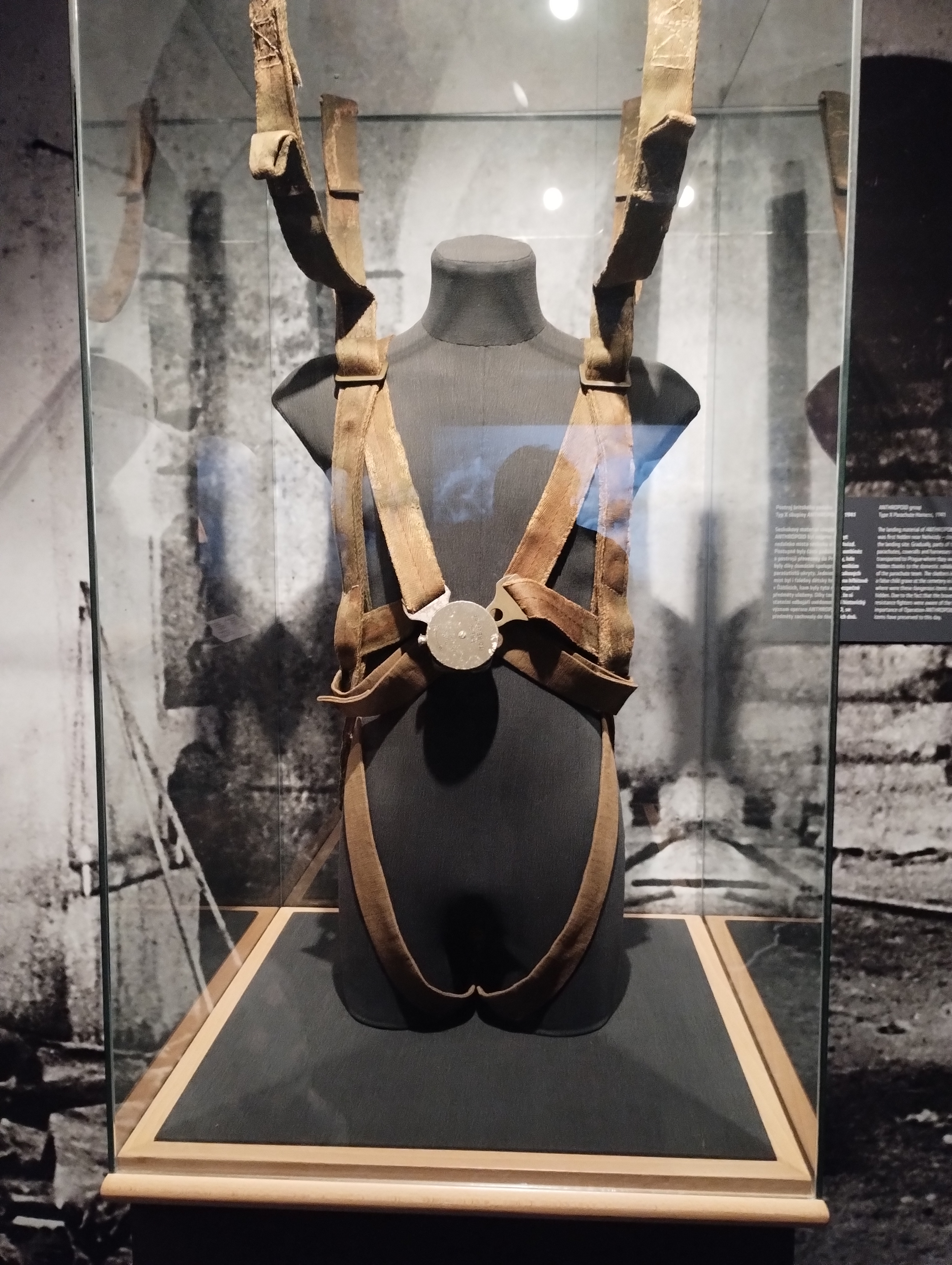
Popruhy padáku výsadku Anthropoid, sbírka VHÚ, Armádní muzeum Žižkov
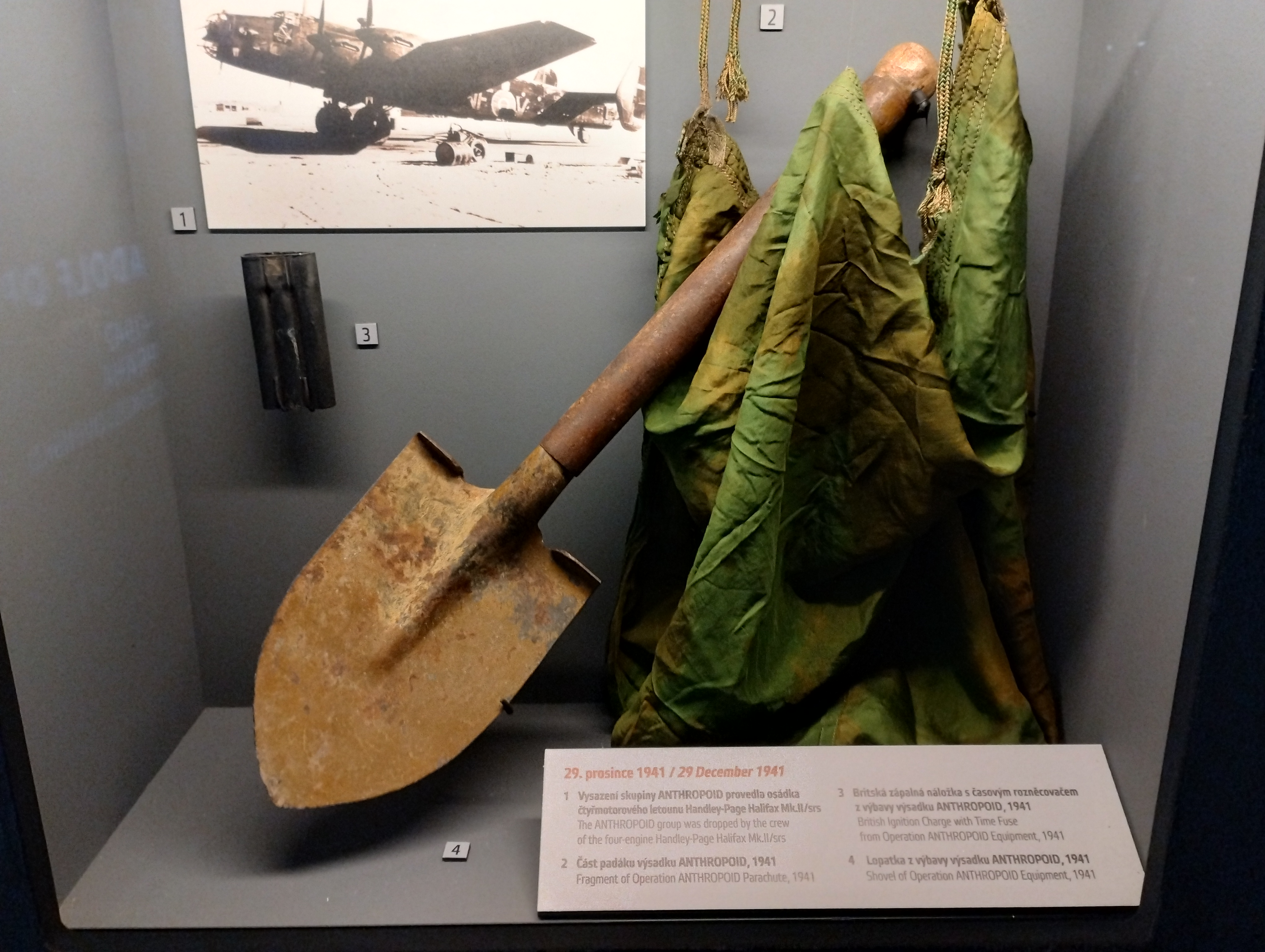
Část padáku výsadku Anthropoid, sbírka VHÚ, Armádní muzeum Žižkov